# Sovrani di Cipro
Quello che segue è un elenco dei sovrani di Cipro che hanno governato Cipro dal Medioevo al XV secolo.

## Imperatore di Cipro (1184-1192)

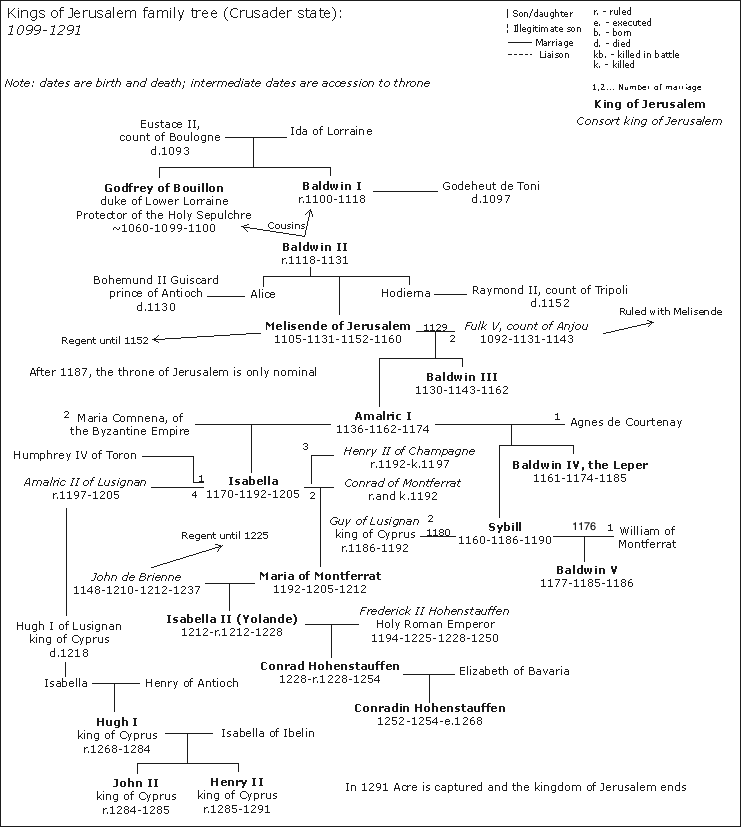

| Sovrano/a                   | Immagine | Stemma | Regno       | Matrimonio e discendenza        | Diritto di successione          | N. |
| --------------------------- | -------- | ------ | ----------- | ------------------------------- | ------------------------------- | -- |
| Isacco (c. 1155- 1195/1196) |          |        | 1184 - 1192 | Una principessa armena 1 figlia | Nessuno, occupazione dell'isola |    |
| Isacco (c. 1155- 1195/1196) |          |        | 1184 - 1192 | Una principessa armena 1 figlia | Nessuno, occupazione dell'isola |    |

## Re di Cipro (1192-1489)
| Sovrano/a                            | Immagine                                                             | Stemma | Regno                       | Matrimonio & Discendenza                                                                                          | Diritto di successione                                                                                     | N.            |
| ------------------------------------ | -------------------------------------------------------------------- | ------ | --------------------------- | --- | --- | ------------- |
| Guido (c.1150–1194)                  |                                                                      |        | 1192                        | Sibilla, regina di Gerusalemme 2 figlie                                                                           | Nessuno, acquisto della terra di Cipro dai Cavalieri Templari                                              | [ 1 ]         |
| Guido (c.1150–1194)                  | 18 luglio 1194                                                       |        |                             | Sibilla, regina di Gerusalemme 2 figlie                                                                           | Nessuno, acquisto della terra di Cipro dai Cavalieri Templari                                              | [ 1 ]         |
| Amalrico I (c.1144–1205)             |                                                                      |        | 18 luglio 1194              | (1) Eschiva d'Ibelin 3 figli e 3 figlie (2) Isabella I, regina di Gerusalemme 2 figlie e 1 figlio                 | Fratello del precedente, Guido di Lusignano                                                                | [ 2 ]         |
| Amalrico I (c.1144–1205)             | 1º aprile 1205                                                       |        |                             | (1) Eschiva d'Ibelin 3 figli e 3 figlie (2) Isabella I, regina di Gerusalemme 2 figlie e 1 figlio                 | Fratello del precedente, Guido di Lusignano                                                                | [ 2 ]         |
| Ugo I (c.1195–1218)                  |                                                                      |        | 1º aprile 1205              | Alice di Champagne 2 figlie e 1 figlio                                                                            | Figlio del precedente, Amalrico I                                                                          | [ 3 ]         |
| Ugo I (c.1195–1218)                  | 10 gennaio 1218                                                      |        |                             | Alice di Champagne 2 figlie e 1 figlio                                                                            | Figlio del precedente, Amalrico I                                                                          | [ 3 ]         |
| Enrico I il Grosso (1217–1253)       |                                                                      |        | 10 gennaio 1218             | (1) Alice degli Aleramici nessun figlio (2) Stefania di Barbaron nessun figlio (3) Piacenza di Antiochia 1 figlio | Figlio del precedente, Ugo I                                                                               | [ 4 ]         |
| Enrico I il Grosso (1217–1253)       | 18 gennaio 1253                                                      |        |                             | (1) Alice degli Aleramici nessun figlio (2) Stefania di Barbaron nessun figlio (3) Piacenza di Antiochia 1 figlio | Figlio del precedente, Ugo I                                                                               | [ 4 ]         |
| Ugo II (1253–1267)                   |                                                                      |        | 18 gennaio 1253             | Isabella di Beirut nessun figlio                                                                                  | Figlio del precedente, Enrico I                                                                            | [ 5 ]         |
| Ugo II (1253–1267)                   | 1267                                                                 |        |                             | Isabella di Beirut nessun figlio                                                                                  | Figlio del precedente, Enrico I                                                                            | [ 5 ]         |
| Ugo III il Grande (1235–1284)        |                                                                      |        | 1267                        | Isabella d'Ibelin 6 figli e 5 figlie                                                                              | Cugino del precedente, Ugo II. Era figlio di Enrico d'Antiochia-Poitiers e Isabella di Lusignano           | [ 6 ]         |
| Ugo III il Grande (1235–1284)        | 24 marzo 1284                                                        |        |                             | Isabella d'Ibelin 6 figli e 5 figlie                                                                              | Cugino del precedente, Ugo II. Era figlio di Enrico d'Antiochia-Poitiers e Isabella di Lusignano           | [ 6 ]         |
| Giovanni I (1259–1285)               |                                                                      |        | 24 marzo 1284               | – | Figlio del precedente, Ugo III                                                                             |               |
| Giovanni I (1259–1285)               | 20 maggio 1285                                                       |        |                             | – | Figlio del precedente, Ugo III                                                                             |               |
| Enrico II (1271–1324)                |                                                                      |        | 20 maggio 1285              | Costanza d'Aragona-Sicilia nessun figlio                                                                          | Figlio di Ugo III e fratello del precedente, Giovanni I                                                    | [ 7 ] [ 8 ]   |
| Enrico II (1271–1324)                | 26 aprile 1306 (spodestato)                                          |        |                             | Costanza d'Aragona-Sicilia nessun figlio                                                                          | Figlio di Ugo III e fratello del precedente, Giovanni I                                                    | [ 7 ] [ 8 ]   |
| Amalrico II (c.1272–1310)            |                                                                      |        | 26 aprile 1306              | Isabella d'Armenia, principessa di Tiro 5 figli e 1 figlia                                                        | Con l'aiuto dei Templari spodestò il fratello Enrico II                                                    |               |
| Amalrico II (c.1272–1310)            | 5 giugno 1310 (assassinato)                                          |        |                             | Isabella d'Armenia, principessa di Tiro 5 figli e 1 figlia                                                        | Con l'aiuto dei Templari spodestò il fratello Enrico II                                                    |               |
| Enrico II (1271–1324)                |                                                                      |        | 26 agosto 1310 (restaurato) | Costanza d'Aragona-Sicilia nessun figlio                                                                          | Dopo l'assassinio di Amalrico II, restaurò il suo potere con l'aiuto dei Cavalieri Ospitalieri             | [ 7 ] [ 8 ]   |
| Enrico II (1271–1324)                | 31 agosto 1324                                                       |        |                             | Costanza d'Aragona-Sicilia nessun figlio                                                                          | Dopo l'assassinio di Amalrico II, restaurò il suo potere con l'aiuto dei Cavalieri Ospitalieri             | [ 7 ] [ 8 ]   |
| Ugo IV (c.1295–1359)                 |                                                                      |        | 31 agosto 1324              | (1) Maria d'Ibelin 1 figlio (2) Alice d'Ibelin 1 figlia e 3 figli                                                 | Nipote del precedente, Enrico II. Era figlio di Guido di Poitiers-Lusignano, a sua volta figlio di Ugo III | [ 9 ]         |
| Ugo IV (c.1295–1359)                 | 24 novembre 1358 (abdicazione)                                       |        |                             | (1) Maria d'Ibelin 1 figlio (2) Alice d'Ibelin 1 figlia e 3 figli                                                 | Nipote del precedente, Enrico II. Era figlio di Guido di Poitiers-Lusignano, a sua volta figlio di Ugo III | [ 9 ]         |
| Pietro I (c.1328–1369)               |                                                                      |        | 24 novembre 1358            | (1) Eschiva de Montfort nessun figlio (2) Eleonora d'Aragona 1 figlio e 2 figlie                                  | Figlio del precedente, Ugo IV                                                                              | [ 10 ]        |
| Pietro I (c.1328–1369)               | 17 gennaio 1369 (assassinato)                                        |        |                             | (1) Eschiva de Montfort nessun figlio (2) Eleonora d'Aragona 1 figlio e 2 figlie                                  | Figlio del precedente, Ugo IV                                                                              | [ 10 ]        |
| Pietro II il Grosso (c.1354–1382)    |                                                                      |        | 17 gennaio 1369             | Valentina Visconti 1 figlia                                                                                       | Figlio del precedente, Pietro I                                                                            |               |
| Pietro II il Grosso (c.1354–1382)    | 13 ottobre 1382                                                      |        |                             | Valentina Visconti 1 figlia                                                                                       | Figlio del precedente, Pietro I                                                                            |               |
| Giacomo I (1334–1398)                |                                                                      |        | 13 ottobre 1382             | Helvis di Brunswick-Grubenhagen 6 figli e 6 figlie                                                                | Zio del precedente, Pietro II. Era figlio di Ugo IV                                                        | [ 11 ]        |
| Giacomo I (1334–1398)                | 9 settembre 1398                                                     |        |                             | Helvis di Brunswick-Grubenhagen 6 figli e 6 figlie                                                                | Zio del precedente, Pietro II. Era figlio di Ugo IV                                                        | [ 11 ]        |
| Giano (1375–1432)                    |                                                                      |        | 9 settembre 1398            | (1) Anglesia Visconti nessun figlio (2) Carlotta di Borbone 4 figli e 2 figlie                                    | Figlio del precedente, Giacomo I                                                                           | [ 12 ]        |
| Giano (1375–1432)                    | 29 giugno 1432                                                       |        |                             | (1) Anglesia Visconti nessun figlio (2) Carlotta di Borbone 4 figli e 2 figlie                                    | Figlio del precedente, Giacomo I                                                                           | [ 12 ]        |
| Giovanni II (1418–1458)              |                                                                      |        | 29 giugno 1432              | (1) Amedea Paleologa del Monferrato nessun figlio (2) Elena Paleologa 2 figlie (+ 1 figlio illegittimo)           | Figlio del precedente, Giano                                                                               |               |
| Giovanni II (1418–1458)              | 28 luglio 1458                                                       |        |                             | (1) Amedea Paleologa del Monferrato nessun figlio (2) Elena Paleologa 2 figlie (+ 1 figlio illegittimo)           | Figlio del precedente, Giano                                                                               |               |
| Carlotta (1444–1487)                 |                                                                      |        | 28 luglio 1458              | (1) Giovanni del Portogallo nessun figlio (2) Luigi di Savoia 1 figlio                                            | Figlia del precedente, Giovanni II                                                                         | [ 13 ]        |
| Carlotta (1444–1487)                 | 1464 (spodestata)                                                    |        |                             | (1) Giovanni del Portogallo nessun figlio (2) Luigi di Savoia 1 figlio                                            | Figlia del precedente, Giovanni II                                                                         | [ 13 ]        |
| Giacomo II il Bastardo (c.1439–1473) |                                                                      |        | 1464                        | Caterina Corner 1 figlio                                                                                          | Figlio illegittimo di Giovanni II, spodestò la sorellastra Carlotta                                        | [ 14 ]        |
| Giacomo II il Bastardo (c.1439–1473) | 10 luglio 1473                                                       |        |                             | Caterina Corner 1 figlio                                                                                          | Figlio illegittimo di Giovanni II, spodestò la sorellastra Carlotta                                        | [ 14 ]        |
| Giacomo III (1473–1474)              |                                                                      |        | 10 luglio 1473              | – | Figlio del precedente, Giacomo II                                                                          |               |
| Giacomo III (1473–1474)              | 26 agosto 1474                                                       |        |                             | – | Figlio del precedente, Giacomo II                                                                          |               |
| Caterina (1454–1510)                 |                                                                      |        | 26 agosto 1474              | Giacomo II, re di Cipro 1 figlio                                                                                  | Moglie di Giacomo II e madre di Giacomo III                                                                | [ 15 ] [ 16 ] |
| Caterina (1454–1510)                 | 26 febbraio 1489 (abdicazione in favore della Repubblica di Venezia) |        |                             | Giacomo II, re di Cipro 1 figlio                                                                                  | Moglie di Giacomo II e madre di Giacomo III                                                                | [ 15 ] [ 16 ] |

## Pretendenti al trono del Regno di Cipro
- Eugenio Matteo di Armenia (morto nel 1523), dichiarò di essere il figlio illegittimo del re Giacomo II di Cipro, fu il fondatore della famiglia dei baroni di Baccari (Tal-Baqqar);
- I Dogi di Genova esibirono dal 1637 il rango di Re di Corsica, di Cipro e di Gerusalemme;
- Carlotta e Luigi di Savoia, regina e re consorte, rinunciarono al titolo regio nel 1482 in favore di:
  - Carlo I di Savoia (1482-1490), pronipote legittimo di Giano, secondo cugino di Giacomo III e nipote di Luigi;
  - Carlo II di Savoia (1490-1496);
  - Filippo II di Savoia (1496-1497), prozio di Carlo II e di Iolanda Luisa, primo cugino di Carlotta e pronipote di Giano;
  - Filiberto II di Savoia (1497-1504).

In seguito, la qualifica di Re di Cipro rimase a Casa Savoia e come tale compare, dopo il titolo di Re di Sardegna anche negli atti ufficiali fino alla proclamazione del Regno d'Italia. Ancora oggi il Capo della Casa si dichiara "Re di Cipro, di Gerusalemme e di Armenia", prima regalità della dinastia, seppure titolare, con Vittorio Amedeo I dal 1632.
In realtà il titolo passò molto chiaramente dalla regina Caterina Cornaro alla Repubblica di Venezia quando tornò in patria e donò il regno nel 1489. Il doge Veneto da questo momento detenne il titolo di monarca del regno di Cipro, Gerusalemme ed Armenia.